# Ibeth Camila Rodríguez
Ibeth Camila Rodríguez Piracón (24 de enero de 1996) es una deportista colombiana que compite en taekwondo. Ganó cuatro medallas en el Campeonato Panamericano de Taekwondo entre los años 2014 y 2021.

## Palmarés internacional
| Campeonato Panamericano | Campeonato Panamericano  | Campeonato Panamericano | Campeonato Panamericano |
| Año                     | Lugar                    | Medalla                 | Categoría               |
| ----------------------- | ------------------------ | ----------------------- | ----------------------- |
| 2014                    | Aguascalientes (México)  | Medalla de bronce       | –49 kg                  |
| 2016                    | Querétaro (México)       | Medalla de oro          | –49 kg                  |
| 2018                    | Spokane (Estados Unidos) | Medalla de plata        | –49 kg                  |
| 2021                    | Cancún (México)          | Medalla de plata        | –49 kg                  |